# Temporada 1960-61 de l'NBA
La temporada 1960-61 de l'NBA fou la 15a en la història de l'NBA. Boston Celtics fou el campió després de guanyar a St. Louis Hawks per 4-1. Aquest seria el tercer dels vuit anells consecutius que aconseguirien els Celtics.

## Classificacions
- Divisió Est

| Equip                 | V  | D  | %V   | P  |
| --------------------- | -- | -- | ---- | -- |
| Boston Celtics C      | 57 | 22 | ,722 | -  |
| Philadelphia Warriors | 46 | 33 | ,582 | 11 |
| Syracuse Nationals    | 38 | 41 | ,481 | 19 |
| New York Knicks       | 21 | 58 | ,266 | 36 |

- Divisió Oest

| Equip              | V  | D  | %V   | P  |
| ------------------ | -- | -- | ---- | -- |
| St. Louis Hawks    | 51 | 28 | ,646 | -  |
| Los Angeles Lakers | 36 | 43 | ,456 | 15 |
| Detroit Pistons    | 34 | 45 | ,430 | 17 |
| Cincinnati Royals  | 33 | 46 | ,418 | 18 |

* V: Victòries
* D: Derrotes
* %V: Percentatge de victòries
* P: Diferència de partits respecte al primer lloc
* C: Campió

## Estadístiques
| Categoria                   | Jugador          | Equip                 | Mitjana/% |
| --------------------------- | ---------------- | --------------------- | --------- |
| Punts per partit            | Wilt Chamberlain | Philadelphia Warriors | 38,4      |
| Rebots per partit           | Wilt Chamberlain | Philadelphia Warriors | 27,2      |
| Assistències per partit     | Oscar Robertson  | Cincinnati Royals     | 9,7       |
| Percentatge de tirs de camp | Wilt Chamberlain | Philadelphia Warriors | 50,9      |
| Percentatge de tirs lliures | Bill Sharman     | Boston Celtics        | 92,1      |

## Premis
- MVP de la temporada
  -  Bill Russell (Boston Celtics)

- Rookie de l'any
  -  Oscar Robertson (Cincinnati Royals)

- Primer quintet de la temporada
  - Bob Pettit, St. Louis Hawks
  - Wilt Chamberlain, Philadelphia Warriors
  - Bob Cousy, Boston Celtics
  - Oscar Robertson, Cincinnati Royals
  - Elgin Baylor, Minneapolis Lakers

- Segon quintet de la temporada
  - Larry Costello, Syracuse Nationals
  - Tom Heinsohn, Boston Celtics
  - Dolph Schayes, Syracuse Nationals
  - Bill Russell, Boston Celtics
  - Gene Shue, Detroit Pistons